# يوسوكي غوندا
يوسوكي غوندا (باليابانية: 権東 勇介) (7 أكتوبر 1982 في ماتشيدا في اليابان – )؛ هو لاعب كرة قدم ياباني سابق كان يلعب كلاعب وسط.

## وصلات خارجية
- يوسوكي غوندا على موقع رابطة كرة القدم اليابانية للمحترفين (اليابانية)